# Hymenomima luteisella
Hymenomima luteisella là một loài bướm đêm trong họ Geometridae.